# Circo de los Muchachos
El Circo de los Muchachos fue la primera escuela de circo de España, fundada por el padre Jesús Silva Méndez en 1963. Se instaló en una finca llamada Benposta, también conocida como La Ciudad de los Muchachos en el extrarradio de la ciudad de Orense, en la parroquia de Seixalbo. Se mantuvo activo hasta 2003, y ha sido catalogada como una experiencia de autogestión juvenil dentro del marco legal de la dictadura de Francisco Franco. Además, de convertirse en la segunda escuela de circo Europea, después de la escuela del Circo Ruso y en una de las primeras escuelas de audiovisuales de España.

## Historia
Antes de finalizar sus estudios de teología en la universidad de Salamanca, en la década de 1950, Jesús Silva Méndez fundó en Orense, junto a otros jóvenes, una asociación juvenil, inspirada en la Ciudad de los Muchachos creada por el sacerdote católico estadounidense, Edward J. Flanagan. Tuvo sede, primero, en el bajo de la casa de su madre para después trasladarse a una finca de 200 000 m²  a las afueras de la ciudad.
La finca recibió el nombre de Benposta para acoger a «La Ciudad de los Muchachos» debido a la organización y construcciones en forma de pequeña ciudad. Muchas de las edificaciones de la finca de Seixalvo fueron realizadas por el arquitecto Alberto Muñiz, también director técnico y artístico de Benposta; y más adelante, fundador en 1970, de la Ciudad Escuela Muchachos (CEMU) con sede en Leganés .
Benposta fue fundada bajo una ideología católica. Aunque mucha gente considera que «El Circo de los Muchachos» se dedicaba a la caridad para los niños sin hogar, el padre Silva propugnaba que sus motivaciones reales eran crear una comunidad educativa donde los niños fuesen los ciudadanos de un «mundo nuevo» basado en los principios católicos. Este proyecto pedagógico y social contó con su propia moneda y pasaporte, realizaban elecciones democráticas y se basaban en un régimen autosuficiente.
«El Circo de los Muchachos», considerado la segunda escuela de circo del mundo después de la escuela del Circo Ruso, fue pionero y creó la hoja de ruta que después seguiría el Cirque du Soleil en sus actuaciones de circo sin animales, aunque en su 30 aniversario incluyeron caballos en libertad montados por acróbatas.
En Benposta se instaló un poliedro diseñado por el arquitecto Emilio Pérez Piñero, perteneciente a la instalación Cinerama, que fue utilizado como estructura permanente de la escuela de circo y para realizar las funciones semanales.
Un ejemplo de las actividades que realizaba «El Circo de los Muchachos» a principios de los años 1960, fue el proyecto de reciclaje llamado «TraPaBoCha»,  que consistía en reciclar trapos (de tela), papel, botellas y chatarra con el fin de financiar las actividades filantrópicas orientadas a la juventud.
Como «Revolution Circus», realizaron su primera actuación en Plaza de Cataluña en Barcelona en 1966. Hicieron giras por España, Portugal, Bélgica, Holanda, Asia y Australia. En 1970 actuaron en Francia. «El Circo de los Muchachos» fue el primer circo en actuar en el Grand Palais de París, donde además fueron portada de la revista Paris Match. En 1973 actuaron en el Madison Square Garden de New York, publicando un LP con las canciones del espectáculo, para después hacer giras por todo Estados Unidos y Sudamérica. A finales de la década de los 70, fueron incluidos como artistas prohibidos por la dictadura Argentina. En la década de los 80 comenzaron con nuevo un espectáculo en Israel y después por toda Europa. Hicieron actuaciones especiales en Alemania donde la ideología de Benposta era conocida a través de libros y documentales. En 1994, debutaron en el Estadio Olímpico de Tokio en Japón.
El número más emblemático de «El Circo de los Muchachos» fue La pirámide de arlequines, figura de equilibrio en la que los miembros del circo hacían la forma de una pirámide subidos unos sobre los hombros de los otros, que el que se buscaba transmitir el mensaje de transformación social: "El fuerte abajo, el débil arriba y el niño en la cumbre".
Acogió a unos 50 000 niños de diferentes nacionalidades durante su funcionamiento. En su pista se formaron artistas como: el payaso Pancracio, que actuó en el circo a finales de los años 60 y principios de los 70 del siglo XX, Julio Sabala, artista e imitador dominicano; Suso Clown, Premio Nacional de Circo de España en 2003; Churry Silva y Alejandra Oviedo directores de la Compañía Ale Hop con sede en Madrid, que ostentan el Premio del público en el Festival Internacional de dirección de circo en San Petersburgo y premio del jurado en el Festival Internacional de Clowns de Ekaterimburgo; o Mustafa «Danger», funambulista del Ringling. También, contaron con un grupo de 12 ecuatoguineanos que recayeron en el programa educativo tras la descomposición del Estado durante el gobierno de Francisco Macías, del que surgieron profesionales del teatro, la música o el cine como Marcelo Ndong, Hermenegildo Alogo Mebuy (Hermes, guitarrista de Los Suaves), Ponciano Bakale, Pedro Ekong Mengue, Patricio Mitogo Nsue o los hermanos Fernando e Isabel Daperia.
El modelo se replicó en diferentes proyectos juveniles, especialmente en América Latina, y marcó a varias generaciones de artistas. Entre ellos se pueden destacar varias sedes de Benposta por el mundo como Benposta Colombia (en Bogotá, Villavicencio y Montería) fundada por José Luis Campo Rodicio y Benposta Venezuela (en La Guaira, Sinamaica y Caracas). En la década de 1980, se fundó una nueva sede en Madrid que se llamó «La Ciudad Feliz», ubicada en el barrio de Ventas, en terrenos municipales concedidos hasta el 31 de diciembre de 1983 y finalmente desalojado y desmantelado en septiembre de 1984.
Su decaimiento comenzó en la primera década del 2000. Atravesaron una crisis financiera, y Silva solicitó un préstamo por 85 millones de pesetas a la Junta de Galicia, a cambio de ceder los terrenos para construir viviendas de protección oficial. Este compromiso no se cumplió durante el gobierno de Manuel Fraga, debido al proyecto de desarrollo urbanístico «Ourense cara o novo milenio», que llevó a desalojarlos sin éxito.
«El Circo de los Muchachos» realizó su última función en 2003 en Madrid.
En 2004 debido a las disputas por la propiedad de los terrenos de Benposta por la creación arbitraria de Fundación Benposta Nación de los Muchachos, y a la solicitud de Silva de cesar las actividades académicas de la institución, se formaron dos posiciones: la de los profesores y estudiantes que seguían en Benposta encerrados para impedir el cierre, y la de otros estudiantes que formaron parte del aula itinerante que llevó Silva a Vigo. Esta situación finalizó en noviembre de ese año con la autorización del cese de actividades y la extinción del concierto educativo en el centro Benposta-Nación de los Muchachos por parte de la de la Consellería de Educación, decisión que fue ratificada en 2014.
Un año más tarde, en 2005, el Colectivo de Ciudadanos de Benposta, más tarde, Asociación Internacional Benposteña, formada por ciudadanos benposteños que cuestionaron la gestión de Silva y que buscaban "recuperar la base colectiva de Benposta", solicitó la dimisión de Silva y la junta directiva de la Fundación Benposta Nación de los Muchachos, formada el año anterior.
Tras el fallecimiento de Silva en 2011, Benposta llegó su casi total desmantelación. El espacio se subastó debido a un embargo y fue vendido por 412 000 euros. En 2016, los terrenos de Benposta fueron adquiridos por la empresa Alfer y desde ese momento se iniciaron acciones legales para el desalojo de los últimos habitantes y exmiembros de «El Circo de los Muchachos», sin embargo, la Fundación Benposta Nación de los Muchachos, recurrieron judicialmente esta venta alegando defectos de forma.
La lucha por la defensa del legado de «El Circo de los Muchachos», tanto por parte de la Asociación Internacional Benposteña como por parte de la Fundación Benposta Nación de los Muchachos, se ha mantenido a lo largo de los años. Otros grupos surgieron en medio de este conflicto: en 2016, un colectivo de personas lanzó el proyecto cultural Tod@s somos Benposta, para preservar su legado material e inmaterial. y en 2020, nació la plataforma Xuntos por Benposta, con el objetivo de acabar con los problemas que impedían la recuperación del lugar.

## Reconocimientos
Fue considerada como la segunda escuela de circo de Europa, después de la escuela del Circo Ruso y una de las primeras escuelas de audiovisuales de España.
En 1993, el director Yoshitaka Asama, realizó la película Carta de España, para contar la experiencia de jóvenes japoneses que vivieron en Benposta.
En 1994, Silva recibió la Medalla de Oro al Mérito en las Bellas Artes en la modalidad Circo, que concede el Ministerio de Cultura y Deporte de España a aquellas personas o instituciones que destaquen en diversos campos artísticos, por «El Circo de los Muchachos».
Años más tarde, en 2019, el director español Javi Camino, realizó el largometraje documental, Nación de Muchachos: utopía o muerte.
En 2021, la empresa cervecera Estrella Galicia, lanzó la campaña publicitaria La Historia termina, la Resistencia continúa, con motivo de la emisión de la quinta temporada de la serie de Netflix, La Casa de Papel y en la que se muestran vídeos de historias de ciudadanos gallegos. Uno de los vídeos está dedicado al Circo de los Muchachos y está protagonizado por uno de sus exmiembros, Fernando Álvarez, más conocido como el payaso Pancracio.
El 22 de noviembre de 2024, se estrenó en Prime Video la docuserie: El Circo de los Muchachos, dirigida por Elías León Siminiani con guion de Pepe Coira. Compuesta por 5 episodios de 50 minutos de duración, en el que se muestran más 50 años de historia a través de una selección de materiales, entrevistas inéditas y un archivo único audiovisual de la propia escuela de Benposta.

## Denuncias por abusos, malos tratos y corrupción
En el 2000, se conocieron denuncias por supuestas agresiones y malos tratos por parte de los profesores y la solicitud de retorno a sus familias en El Salvador, de los 27 menores que habían sido afectados por el Huracán Mitch de 1998 y a quienes se les había ofrecido una beca de estudios para ser acogidos en Benposta; que se presentaron ante la fiscalía del Tribunal Superior de Galicia, por parte de la fundación holandesa Bernard Van Leer y la organización salvadoreña Luz y Alegría. Caso que siguió con la solicitud de asilo de 10 de los niños y con la intervención del Cónsul Héctor Trigueros, quien acordó que solo retornarían a los menores que así lo quisieran.
En 2004, se hicieron públicas las denuncias de exmiembros de «El Circo de los Muchachos» en la que las víctimas reportaron casos de pedofilia, agresión sexual, maltrato y abortos en menores de edad, así como la demostración de que Silva realizó trámites ilegales para apropiarse de los terrenos de Benposta y malversación de fondos de la Fundación.
Silva también se enfrentó, en 2007, a juicio por una denuncia de agresión física.
En 2009, el Vaticano envió al Dicasterio para la Doctrina de la Fe a investigar los hechos con el testimonio de veinte afectados, pero no se conoce el resultado y veredicto final.

## Asociación Cultural Padre Silva
En 2011, tras la muerte de Silva, se creó la Asociación Cultural Padre Silva, que en 2018 lanzó una campaña de firmas en Change.org para solicitar al Ayuntamiento de Orense que se dedicara el nombre de una calle al Circo de los Muchachos, y en 2019, inauguró el Museo Circo de los Muchachos con el fin de recuperar y mantener su memoria.
En 2020, también se presentó un proyecto para la recuperación de Benposta al gobierno local, y 2021 se inició el trámite para solicitar su declaración como Bien de Interés Cultural.
La Asociación Cultural Padre Silva, la Ciudad Escuela Muchachos de Leganés y Benposta Nación de Muchachos Colombia firmaron, en 2023, un acuerdo de cooperación internacional para impulsar proyectos de atención menores vulnerables con los principios originales de «El Circo de los Muchachos».